# 3,5-Dinitrobenzoesäure
Die 3,5-Dinitrobenzoesäure ist eine organisch chemische Verbindung und zählt zu den Aromaten. Die Struktur besteht aus einem Benzolring mit angefügter Carboxygruppe (–COOH) und zwei Nitrogruppen (–NO2) als Substituenten. Sie leitet sich sowohl von der Benzoesäure als auch vom Nitrobenzol bzw. Dinitrobenzol ab und gehört zur Stoffgruppe der Dinitrobenzoesäuren. Die 3,5-Dinitrobenzoesäure findet vor allem Verwendung in der Analyse organischer Substanzen.

## Darstellung
3,5-Dinitrobenzoesäure erhält man aus Benzoesäure durch Umsetzung mit rauchender Salpetersäure in Gegenwart von konzentrierter Schwefelsäure.
Ein weiterer Weg ist die Nitrierung von 3-Nitrobenzoesäure mit einem Gemisch von Salpetersäure mit rauchender Schwefelsäure mit Ausbeuten von etwa 98 %.

## Eigenschaften

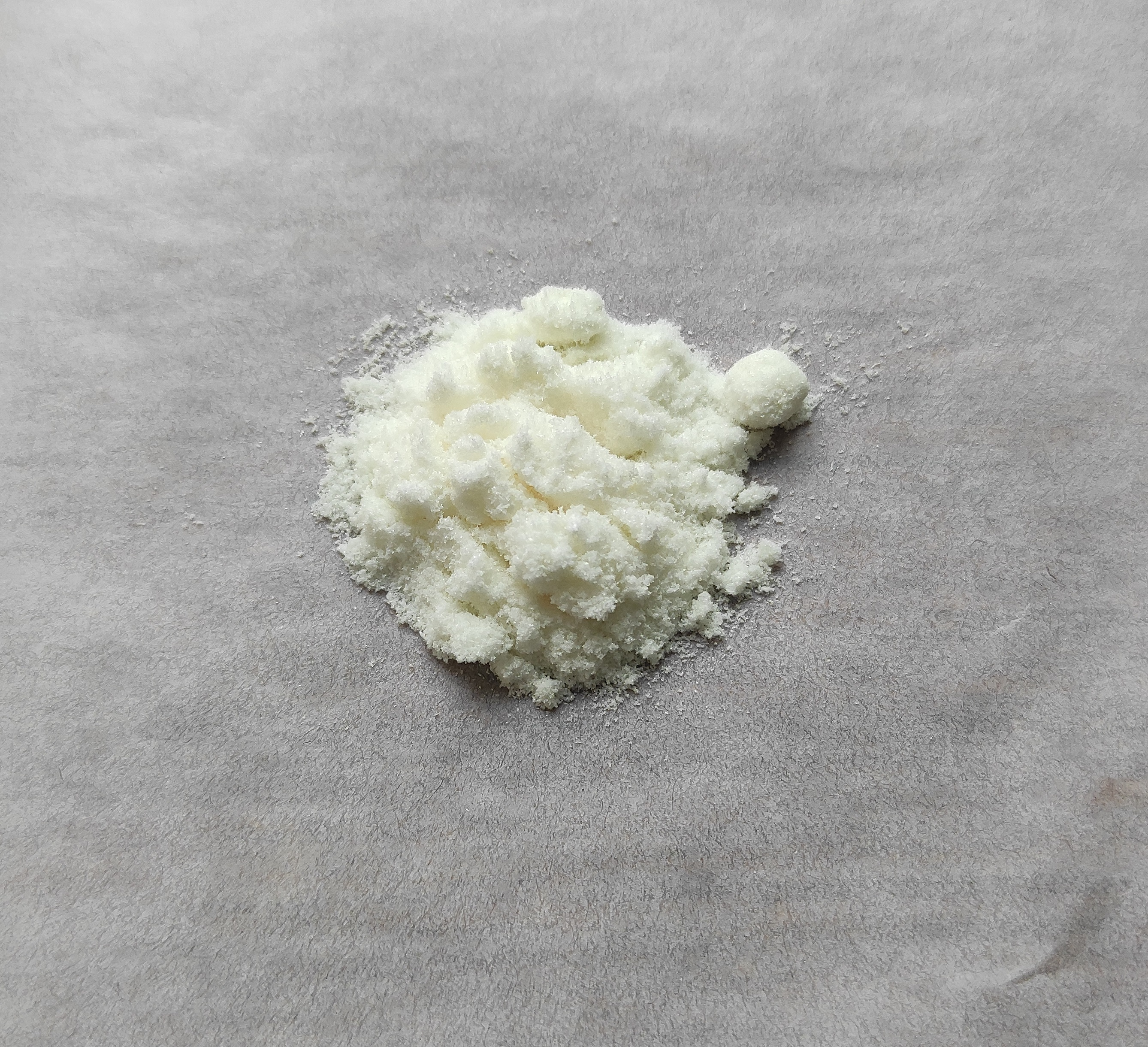
3,5-Dinitrobenzoesäure

3,5-Dinitrobenzoesäure ist ein geruchloser, gelblicher Feststoff mit einem Schmelzpunkt bei 204–206 °C. Sie weist aufgrund des −M-Effekts der beiden Nitrogruppen eine höhere Acidität im Vergleich zur Benzoesäure und den Nitrobenzoesäuren auf. Der pKs-Wert mit 2,82 ist daher entsprechend niedriger (Benzoesäure: 4,20).

## Verwendung
Die 3,5-Dinitrobenzoesäure findet vor allem Verwendung in der Analyse organischer Substanzen durch Derivatisierung. Flüssige Substanzen oder solche mit niedrigem Schmelzpunkt werden dazu in leicht kristallisierende Derivate umgewandelt: Alkohole können beispielsweise durch die Messung der Schmelzpunkte ihrer Ester der 4-Nitrobenzoesäure oder der 3,5-Dinitrobenzoesäure identifiziert werden. Hierzu wird die zu analysierende Substanz mit 3,5-Dinitrobenzoesäure in Gegenwart geringer Mengen Schwefelsäure umgesetzt.
Die Schmelzpunkte dieser Derivate sind in der Regel scharf. Diese Umsetzung ist auch für zahlreiche Amine geeignet.
Die Derivate der 3,5-Dinitrobenzoesäure besitzen in der Regel höhere Schmelzpunkte als die der 4-Nitrobenzoesäure. Sie werden dann bevorzugt gewählt, wenn der Schmelzpunkt mit der 4-Nitrobenzoesäure zu niedrig ist und keine genaue Bestimmung mehr möglich wird.
Ist die fragliche Substanz empfindlicher, so erfolgt stattdessen die direkte Umsetzung mit dem entsprechenden Säurechlorid, dem 3,5-Dinitrobenzoylchlorid. Auf diese Weise sind z. B. auch Derivate der Aminosäuren zugänglich.